# Aulo Gabinio Sisenna
Aulo Gabinio Sisenna  fue un militar romano del siglo I a. C. perteneciente a la gens Gabinia.

## Carrera pública
Sisenna fue hijo del consular plebeyo Aulo Gabinio y de su mujer Lolia, quizás hija de Marco Lolio Palicano, tribuno de la plebe en el año 71 a. C.
Acompañó a su padre a Siria en el año 57 a. C., cuando Gabinio se desempeñó como procónsul en aquella provincia. Sisenna quedó en Siria con unas cuantas tropas, mientras Gabinio colaboraba en restituir al faraón grecoegipcio Ptolomeo XII Auletes. Cuando Cayo Memio arengó a la gente contra Gabinio, Sisenna se arrojó a los pies de Memio rogando por su padre. Memio no suavizó su postura ante esta súplica y trató indignamente a Sisenna, del que nada más se sabe después de ese momento.